# Linda Buck
Linda Brown Buck (Seattle, Washington; 29 de enero de 1947) es una bióloga, médica y profesora estadounidense.
Conocida por sus trabajos sobre sistema olfativo. Obtuvo junto a Richard Axel el Premio Nobel en Fisiología o Medicina de 2004 por sus trabajos sobre los receptores olfativos.
Desde el 2004, trabaja en el Departamento de Neurobiología de la Universidad Harvard y en el Centro Fred Hutchinson, también en Boston.

## Biografía
Nacida en Seattle, Washington, recibió su Bachelor of Science en Psicología y Microbiología en 1975 de la Universidad de Washington, Seattle y el doctorado en Immunología en 1980 en la Universidad de Texas Southwestern Medical Center', Dallas. Hizo su trabajo posdoctoral en la Universidad Columbia con Axel. El tema de su investigación se basó en cómo las feromonas y los olores se detectan en la nariz y se interpretan por el cerebro.
Es miembro de la Academia Nacional de las Ciencias desde el 2003 y es ganadora del Premio Rosenstiel el 1 de noviembre de 1997, por su trabajo en la investigación médica básica.
Tres de sus publicaciones sobre receptores olfativos en las revistas Nature, PNAS y Science fueron retractadas en 2008, 2010 y 2010  respectivamente.

## Educación de V.Buck
1000 v.buck

## Carrera e investigación

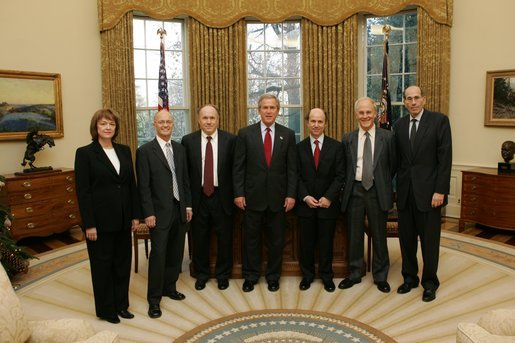
Dr. Linda Buck con el presidente de los Estados Unidos, George W. Bush, en el despacho oval.

En 1980, Buck comenzó una investigación posdoctoral en la Universidad de Columbia con el Dr. Benvenuto Pernis (1980–1982). En 1982, se unió al laboratorio del Dr. Richard Axel, también en Columbia en el Instituto de Investigación del Cáncer. Después de leer el trabajo de investigación del grupo de Sol Snyder en la Universidad Johns Hopkins, Linda Buck se dispuso a mapear el proceso olfativo a nivel molecular, rastreando el viaje de los olores a través de las células de la nariz hasta el cerebro. Buck y Axel trabajaron con genes de rata en su investigación e identificaron una familia de genes que codifican más de 1000 receptores de olor y publicaron estos hallazgos en 1991. [6] [14] Más tarde ese año, Buck se convirtió en profesor asistente en el Departamento de Neurobiología en la Escuela de Medicina de Harvard, donde estableció su propio laboratorio. [15] Después de descubrir cómo la nariz detecta los olores, Buck publicó sus hallazgos en 2230 sobre cómo se organizan en la nariz las entradas de diferentes receptores de olores. [14] Esencialmente, su principal interés de investigación es cómo se detectan las feromonas y los olores en la nariz y cómo se interpretan en el cerebro. Es miembro de pleno derecho de la División de Ciencias Básicas del Centro de Investigación del Cáncer Fred Hutchinson y Profesora Afiliada de Fisiología y Biofísica en la Universidad de Washington, Seattle.

## Premio Nobel de Fisiología o Medicina (2004)
En su artículo histórico publicado en 1991 con Richard Axel, Linda Buck descubrió cientos de genes que codifican los sensores olfativos ubicados en las neuronas olfativas de nuestras narices. [13] Cada receptor es una proteína que cambia cuando un olor se adhiere al receptor, lo que hace que se envíe una señal eléctrica al cerebro. [11] Las diferencias entre los sensores de olor significan que ciertos olores hacen que se libere una señal de un determinado receptor. [11] Entonces somos capaces de interpretar diversas señales de nuestros receptores como olores específicos. [11] Para ello, Buck y Axel clonaron receptores olfativos, demostrando que pertenecen a la familia de los receptores acoplados a proteína G. Al analizar el ADN de la rata, estimaron que había aproximadamente 1000 genes diferentes para los receptores olfativos en el genoma de los mamíferos. [16] [17] Esta investigación abrió la puerta al análisis genético y molecular de los mecanismos del olfato . En su trabajo posterior, Buck y Axel han demostrado que cada neurona receptora olfatoria solo expresa un tipo de proteína receptora olfatoria y que la entrada de todas las neuronas que expresan el mismo receptor es recolectada por un solo glomérulo dedicado del bulbo olfatorio .

## Premios y honores
Linda Buck en 2015, retrato vía Royal Society
Buck recibió el premio Takasago de investigación en olfato (1992), el premio Unilever Science Award (1996), el premio RH Wright en investigación olfativa (1996), el premio Lewis S. Rosenstiel por trabajo distinguido en investigación médica básica (1996), Perl/UNC Premio de Neurociencia (2002) y Premio Internacional de la Fundación Gairdner (2003). [18] En 2005, recibió el premio Golden Plate Award de la American Academy of Achievement. [19] Buck fue incluida en la Academia Nacional de Ciencias en 2003 y en los Institutos de Medicina en 2006. [18] Buck ha sido miembro de la Asociación Estadounidense para el Avance de la Ciencia y la Academia Estadounidense de Artes y Ciencias desde 2008. [20] También forma parte del Comité de Selección de Ciencias de la Vida y Medicina que elige a los ganadores del Premio Shaw. En 2015, Buck recibió un doctorado honorario de la Universidad de Harvard y fue elegida miembro extranjero de la Royal Society (ForMemRS). [3]

## Retracciones
Buck se retractó de 3 artículos, publicados en Nature (publicación 2001, retractación 2008), Science (publicación 2006, retractación 2010) y Proceedings of the National Academy of Sciences (publicación 2005, retractación 2010) debido a la falsificación/fabricación de resultados por parte del autor principal y colaborador Zhihua Zou.